# Sulcospira huegeli
Sulcospira huegeli е вид охлюв от семейство Pachychilidae. Видът не е застрашен от изчезване.

## Разпространение и местообитание
Разпространен е в Индия (Аруначал Прадеш, Асам, Карнатака, Керала и Мегхалая).
Обитава сладководни басейни, реки и потоци.